# Gaylussacia pallida
Gaylussacia pallida är en ljungväxtart som beskrevs av Adelbert von Chamisso. Gaylussacia pallida ingår i släktet Gaylussacia och familjen ljungväxter. Inga underarter finns listade i Catalogue of Life.